# Front des partis patriotiques et nationaux
 (février 2025).
Motif : La source Rabinovich ne parle que de l'UFTP et ne dit rien d'une alliance pro-Syrie, reste Bitterlin mais ce regroupement ne semble pas avoir laissé une grande marque…
- Archive Wikiwix
- Bing
- Cairn
- DuckDuckGo
- E. Universalis
- Gallica
- Google
- G. Books
- G. News
- G. Scholar
- Persée
- Qwant
- (zh) Baidu
- (ru) Yandex
- (wd) trouver des œuvres sur Wikidata

| 1. | Préciser le motif de la pose du bandeau. | Précisez le motif de la pose du bandeau en utilisant la syntaxe suivante : {{admissibilité à vérifier\|date=mars 2025\|motif=remplacez ce texte par le motif}}                                                  |
| 2. | Informer les utilisateurs concernés.     | Pensez à avertir le créateur de l'article, par exemple, en insérant le code ci-dessous sur sa page de discussion : {{subst:avertissement admissibilité à vérifier\|Front des partis patriotiques et nationaux}} |

Le Front des partis patriotiques et nationaux – FPNP (en arabe : جبهة الأحزاب الوطنية والقومية, Jabhat al-Ahzab al-Wataniyya wal-Qawmiyya) est une coalition de partis politiques et de milices libanais soutenue par la Syrie baasiste, formée à la fin des années 1970.

## Origines
Il est formé fin mars 1976 à Beyrouth-Ouest par des sections dissidentes du Mouvement national libanais (MNL), qui comprenaient les factions pro-syriennes du Parti social nationaliste syrien au Liban (PSNS) et du Parti Baas socialiste arabe – Région du Liban, le mouvement chiite Amal dirigé par Moussa Sader et l'Union des forces ouvrières du peuple (en) (UFTP) de Kamal Chatila. Le FPNP soutient l'intervention syrienne de juin 1976 (en) au Liban.

## Déclin et disparition
L'alliance se rompt mi-1982, en même temps que l'alliance rivale du Mouvement national libanais, à la suite de l'invasion israélienne du Liban.